# Ichneumon kiminaiensis
Ichneumon kiminaiensis là một loài tò vò trong họ Ichneumonidae.